# Ҵ
Ҵ (kleingeschrieben ҵ) ist ein Buchstabe des kyrillischen Alphabets. Er ist eine Ligatur aus Т und Ц und wird im Alphabet der abchasischen Sprache genutzt, wo es die alveolare ejektive Affrikate (IPA-Aussprache t͡sʼ⁠) repräsentiert. Zur Transliteration in Lateinschrift wird ⟨c̄⟩ verwendet.

## Zeichenkodierung
| Standard  | Standard    | Majuskel Ҵ                              | Minuskel ҵ                            |
| --------- | ----------- | --------------------------------------- | ------------------------------------- |
| Unicode   | Codepoint   | U+04B4                                  | U+04B5                                |
| Unicode   | Name        | CYRILLIC CAPITAL LETTER LIGATURE TE TSE | CYRILLIC SMALL LETTER LIGATURE TE TSE |
| UTF-8     | UTF-8       | D2 B4                                   | D2 B5                                 |
| XML/XHTML | dezimal     | &#1204;                                 | &#1205;                               |
| XML/XHTML | hexadezimal | &#x04B4;                                | &#x04B5;                              |